# Химические войска СССР

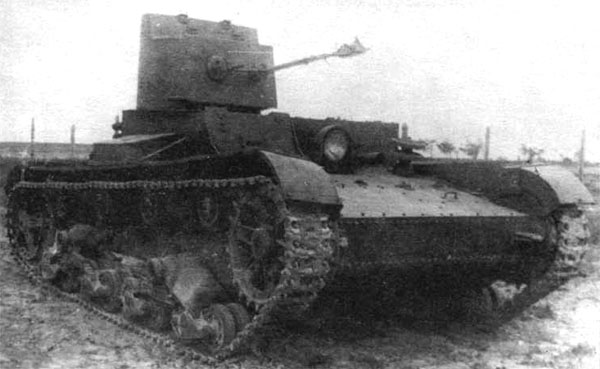
Химический танк ХТ-26.

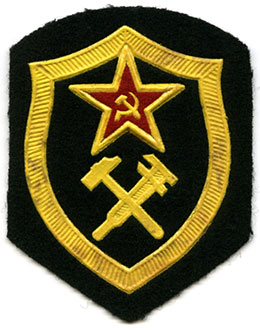
Нарукавный знак Химических войск ВС СССР (до 1970 года).

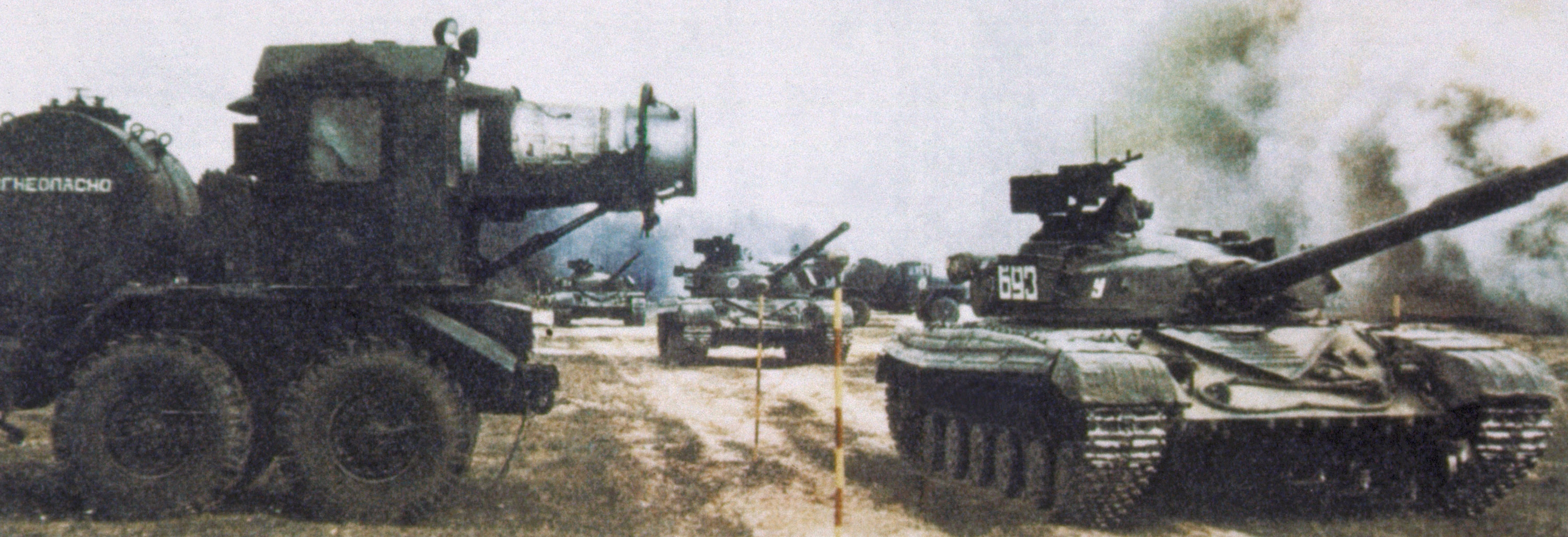
Дегазация колонны T-64 с применением машины ТМС-65.

Химические войска — специальные войска в составе Вооружённых сил СССР, предназначенные для защиты вооружённых сил от оружия массового поражения с помощью применения специальной техники.
Химические войска могли решать задачи как в мирное, так и в военное время.

## История
В РККА и РККФ химические войска стали складываться в конце 1918 года, на основе формирований химических войск Русской императорской армии, разваленной в период Великой смуты в России. 13 ноября 1918 года, приказом Реввоенсовета Республики № 220 была создана Химическая служба РККА. К концу 1920-х годов химические подразделения имелись во всех стрелковых и кавалерийских дивизиях и бригадах. В 1923 году в штаты стрелковых полков введены противогазовые команды.
1924—1925 годах, в ходе военной реформы, заложены основы современных войск и службы, сделан важный шаг к созданию централизованного руководства ими, положено начало плановой военно-химической подготовке в частях.
В 1925 году во всех стрелковых и кавалерийских полках уже имелись химические подразделения.
В 1927 году во всех стрелковых дивизиях и бригадах были сформированы дивизионные химические подразделения.
Генеральный штаб директивой № 4/4/36409 от 04.12.1936 обязал Военный совет Приволжского военного округа сформировать 2-ю моторизованную химическую дивизию. Для формирования полков дивизии из стрелковых корпусов и отдельных химических батальонов округов выделялись химические подразделения. Дислоцировалась дивизия в г. Вольске. Летние лагеря дивизии находились в Тоцкое. Дивизия просуществовала с 1 января 1937 года до весны 1938 года, когда была переформирована в 31-ю химическую танковую бригаду.
Генеральный штаб директивой № 4/4/36399 от 07.12.1936 г. обязал Военный совет Московского военного округа сформировать 1-ю моторизованную химическую дивизию. Для формирования полков дивизии из стрелковых корпусов и отдельных химических батальонов округов выделялись химические подразделения. Дислоцировалась дивизия в г. Ярославле. Летние лагеря дивизии находились в Гороховец. Дивизия весной 1938 года переформирована в 30-ю химическую танковую бригаду.
В 1938 году 25-я танковая бригада Забайкальского военного округа переформирована в 33-ю химическую танковую бригаду. Дислоцировалась на разъезде № 74 (п. Ясная).
В период между Первой и Второй мировыми войнами вооружение химических войск развивалось стремительно: в подразделения и воинские части поступали переносные огнемёты различных конструкций, поступили миномёты, реактивные установки, химические (огнемётные) танки, ядовитодымные шашки и специальные химические машины.
В Великую Отечественную войну в составе химических войск имелись: технические бригады (для постановки дымов и маскировки крупных объектов), бригады, батальоны и роты противохимической защиты, огнемётные батальоны и роты, базы, склады и т. д. Во время войны советские химические войска поддерживали высокую готовность противохимической защиты частей и соединений армии на случай применения противником химического оружия, уничтожали врага с помощью огнемётов и осуществляли дымовую маскировку войск.
Командиры и красноармейцы огнемётных танковых батальонов умело используя боевые возможности своих боевых машин смело шли в атаки на противника наравне с танкистами, находившихся в боевых машинах вооружённых пушками.
9 июля 1941 года отряд 10-й танковой дивизии 15-го механизированного корпуса и части 44-й танковой дивизии 16-го механизированного корпуса атаковали противника с задачей овладеть юго-восточной окраиной г. Бердичева. Первыми на юго-западную окраину города ворвались танки огнемётного батальона под командованием капитана Крепчука из 44-й танковой дивизии, а на южную окраину сводная рота тяжёлых и средних танков старшего лейтенанта Кожемячко из 10-й танковой дивизии. За ними следовали другие танковые и пехотные подразделения из 16-го механизированного корпуса и сводных отрядов 6-й армии. Бой на окраинах города продолжался весь день. Противотанковая оборона германцев устояла. Из-за больших потерь по приказу командования подразделения 10-й и 44-й танковых дивизий отошли.
За боевые заслуги в годы Великой Отечественной войны 17 батальонов и 13 рот ранцевых огнемётов, 25 батальонов фугасных огнемётов, 18 батальонов противохимической защиты награждены орденами; 40 воинских частей химических войск получили почётные наименования. 28 военнослужащих удостоены звания Героя Советского Союза, тысячи — награждены орденами и медалями.
В 1944 году в составе химических войск имелось 19 бригад (14 технических и 5 химзащиты). После окончания Великой Отечественной войны большинство из них было расформировано.
В первые послевоенные годы на вооружении огнемётных частей были ранцевые огнемёты РОКС-3, фугасные огнемёты ФОГ-2 и автоматические танковые огнемёты АТО-42. В 1950 году был принят на вооружение лёгкий пехотный огнемёт ЛПО-50 на замену РОКС-3, а вместо ФОГ-2 — тяжёлый пехотный огнемёт ТПО-50.
Появление в 1950-е ядерного оружия и совершенствование прежних видов оружия массового поражения подняли значение химических войск, которые в годы ВОВ по назначению практически не использовались. В свете новых угроз, были определены задачи химических войск Союза ССР:
- ведение радиационной и биологической разведки;
- полная специальная обработка войск;
- дезактивация, дегазация и дезинфекция обмундирования, снаряжения и средств индивидуальной защиты;
- дезинфекция и дезинсекция местности и дорог;
- контроль безопасности личного состава, вооружения, техники и материальных средств от радиоактивных веществ;
- контроль за степенью заражения местности.[3]

14 сентября 1954 года на Тоцком полигоне было проведено масштабное войсковое учение на тему «Прорыв подготовленной тактической обороны противника с применением ядерного оружия». В этом учении были задействованы подразделения химических войск в составе дивизий принимавших участие в учении. Крупные подразделения химических войск задействованы не были.
В апреле — октябре 1986 года в работах по дезактивации, строительстве «Саркофага» над 4-м энергоблоком ЧАЭС принимали участие 10 полков и батальонов химических войск СССР.
В период 1960—1985 гг. химические войска СССР состояли из частей и подразделений химической защиты, радиационной и химической разведки, огнемётных, дымовых и другие.
Округа и группы войск располагали отдельными батальонами химзащиты, позднее преобразованных в бригады. Всего бригад химзащиты насчитывалось 24. Кроме этого батальоны и роты химзащиты имелись в штате дивизий. Организационно Химические войска СССР состояли из:
- 13 полков и батальоны разведки и засечки ядерных взрывов;
- 24 бригады и батальоны химической защиты;
- огнемётные батальоны.

В ликвидации последствий Чернобыльской аварии принимали 1-я, 20-я, 25-я бригады химической защиты, 21-й полк химической защиты, а также все батальоны химзащиты 1-й гвардейской общевойсковой армии.
В годы Афганской войны (1979—1989), формирования химических войск 40-й армии, представленные взводами химической защиты (в составе отдельных батальонов (отрядов), полков и бригад), ротами химической защиты (в составе дивизий) — участвовали в боевых действиях по нейтрализации банд афганских моджахедов. Их участие в боевых действиях сводилось к усилению наступающих мотострелковых и десантных батальонов огнемётными расчётами. Первые боевые действия с применением пехотных огнемётов в Афганистане датируется  декабрём 1980 года. 
В последующем количество случаев применения огнемётов только увеличивалось. К примеру в 1984 году было применено 668 огнемётов, которыми были разрушены 6 крепостей и 50 пещер, подавлено 226 огневых точек, уничтожено 488 мятежников. В 1985 году огнемётные подразделения привлекались к боевым действиям в 304 случаях, в число которых входят: захват и прочёсывания районов — 140 раз, использования в засадах — 105, в подвижных группах — 23, усиления десантов — 36. Всего за 1985 год было использовано 1423 огнемёта, в результате чего было уничтожено 654 мятежника, подавлено 328 огневых точек, разрушено 142 укрытия, уничтожено 4 автомобиля. 
Основными образцами огнемётов являлись РПО «Рысь» и РПО-А «Шмель». За заключительном этапе войны, в порядке войсковых испытаний, также были использованы тяжёлые самоходные огнемётные установки ТОС «Буратино». 
1 марта 1985 года все взвода химической защиты в составе отдельных батальонов, полков и бригад были переформированы в огнемётные взвода, а отдельные роты химической защиты в составе дивизий — были переформированы в отдельные огнемётные роты. 
Кроме усиления мотострелков и десантников расчётами пехотных огнемётов, подразделения химических войск 40-й армии также привлекались в ходе рейдовых действий для обеспечения боевых подразделений водой, ведением радиационной и химической разведки и осуществлением боевого охранения при сопровождении колонн, поскольку располагали приспособленной для этого штатной техникой в виде БРДМ-2РХБ. Также подразделения химических войск, приданные мотострелкам и десантникам, применяли маскировочные дымы для прикрытия своих войск от прицельного огня противника и применяли дымы против противника засевшего в кяризах (подземные каналы водоснабжения).

## Органы военного управления
Руководство химическими войсками Союза осуществляли следующие органы военного управления, имевшие наименования:
- Главное военно-химическое управление — с 13 августа 1941 года;
- Управление начальника химических войск Сухопутных войск — с 1946 года;
- Управление начальника химических войск Советской Армии — с 1952 года;
- Центральное управление начальника химических войск СССР — (1961—?)[3];
- Управление начальника химических войск СССР;

## Командующие
Список командующих (начальников) Химических войск СССР:
- 1939—1942 — генерал-майор технических войск Мельников, Пётр Герасимович;
- 1943—1946 — генерал-лейтенант артиллерии Аборенков, Василий Васильевич;
- 1946—1965 — генерал-майор технических войск (с 05.07.1946 — генерал-лейтенант технических войск, с 08.08.1955 — генерал-полковник технических войск) Чухнов, Иван Филиппович;
- 1965—1966 — генерал-майор (с 16.06.1965 — генерал-лейтенант) технических войск Данилов, Николай Семёнович;
- 1966—1969 — генерал-майор (с 23.11.1966 — генерал-лейтенант) технических войск Манец, Фёдор Иосифович;
- 1969—1988 — генерал-майор (с 29.04.1970 — генерал-лейтенант, с 25.04.1975 — генерал-полковник) технических войск Пикалов, Владимир Карпович;
- 1989—1992 — генерал-лейтенант (с 30.06.1990 — генерал-полковник) Петров, Станислав Вениаминович.

## Формирования
В нижеследующем списке приведены формирования Химических войск СССР на конец 1980-х годов.
| Номер в/ч | Наименование части (соединения)                                                                 | Место дислокации                     | Подчинённость                   |
| --------- | ----------------------------------------------------------------------------------------------- | ------------------------------------ | ------------------------------- |
| 71432     | 1-я бригада химической защиты                                                                   | Шиханы                               | Приволжский военный округ       |
| 97640     | 2-я бригада химической защиты                                                                   | Тейково                              | Московский военный округ        |
| 73480     | 3-я бригада химической защиты                                                                   | Кинешма                              | Московский военный округ        |
| 22383     | 4-я бригада химической защиты                                                                   | Златоуст                             | Уральский военный округ         |
| 30556     | 6-я бригада химической защиты                                                                   | Пярну                                | Прибалтийский военный округ     |
| 42747     | 8-я Варшавская ордена Красной звезды бригада химической защиты                                  | Старые Дороги                        | Белорусский военный округ       |
| 41173     | 11-я бригада химической защиты                                                                  | Топчиха                              | Сибирский военный округ         |
| 55065     | 12-я бригада химической защиты                                                                  | Боралдай                             | Среднеазиатский военный округ   |
| 42748     | 14-я бригада химической защиты                                                                  | Ревда                                | Уральский военный округ         |
| 07059     | 16-я бригада химической защиты                                                                  | Галкино                              | Дальневосточный военный округ   |
| 55910     | 18-я бригада химической защиты                                                                  | Воловая                              | Одесский военный округ          |
| 42749     | 19-я бригада химической защиты                                                                  | Союк-Булак                           | Закавказский военный округ      |
| 97752     | 20-я ордена Красной звезды бригада химической защиты                                            | Харьков                              | Киевский военный округ          |
| 22191     | 21-я бригада химической защиты                                                                  | Фролово                              | Северо-Кавказский военный округ |
| 21406     | 22-я бригада химической защиты                                                                  | Самбор                               | Прикарпатский военный округ     |
| 20073     | 23-я бригада аэрозольного противодействия                                                       | Дмитриев-Льговский                   | Московский военный округ        |
| 83279     | 25-я бригада химической защиты                                                                  | Киев                                 | Киевский военный округ          |
| 78708     | 26-я бригада химической защиты                                                                  |                                      | Московский военный округ        |
| 11262     | 27-я бригада химической защиты                                                                  | Курск                                | Московский военный округ        |
| 21813     | 28-я бригада химической защиты                                                                  | Северодонецк                         | Киевский военный округ          |
| 34081     | 29-я бригада химической защиты                                                                  | Свердловск                           | Уральский военный округ         |
| 74881     | 40-я бригада химической защиты                                                                  | Поспелиха                            | Сибирский военный округ         |
| 22317     | 41-я бригада химической защиты                                                                  | Вологда                              | Ленинградский военный округ     |
| 19893     | 282-й Трансильванский Краснознаменный ордена Александра Невского учебный центр химических войск | Большое Буньково, Московская область | Московский военный округ        |

## Учебные заведения химических войск СССР
В нижеследующем списке приведены высшие учебные заведения Химических войск СССР на конец 1980-х годов, которые занимались подготовкой младшего офицерского состава.
| Наименование военного ВУЗа                                                    | Место дислокации | Год создания |
| ----------------------------------------------------------------------------- | ---------------- | ------------ |
| Костромское высшее военное командное училище химической защиты                | Кострома         | 1932         |
| Тамбовское высшее военное командное Краснознамённое училище химической защиты | Тамбов           | 1974         |
| Саратовское высшее военное инженерное училище химической защиты               | Саратов          | 1932         |